# Giải BAFTA lần thứ 33
Giải BAFTA lần thứ 33, được trao bởi Viện Hàn lâm Nghệ thuật Điện ảnh và Truyền hình Anh Quốc năm 1980 để tôn vinh những bộ phim xuất sắc nhất năm 1979.

## Chiến thắng và đề cử
- BAFTA Fellowship: John Huston

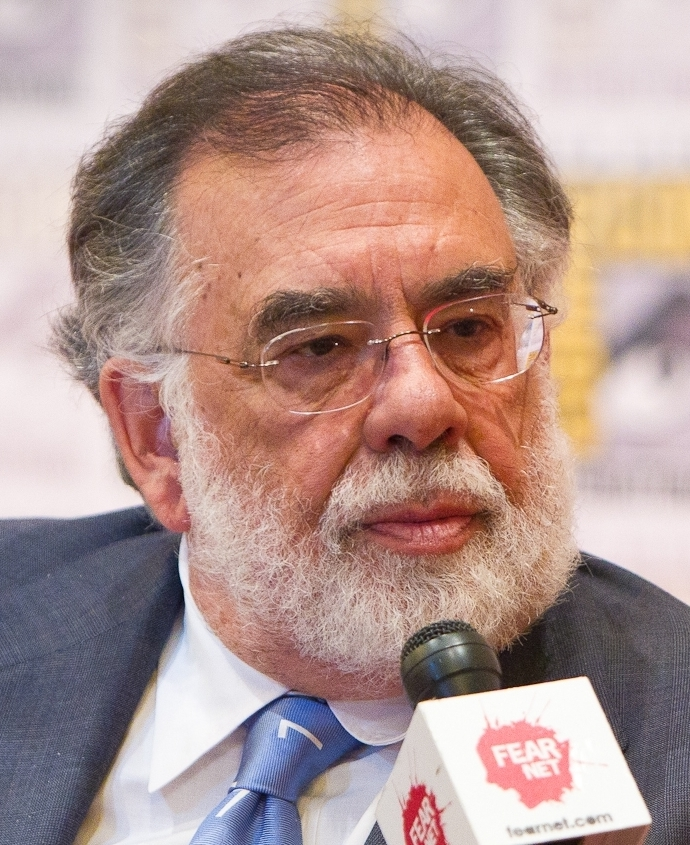
Francis Ford Coppola, Đạo diễn xuất sắc nhất

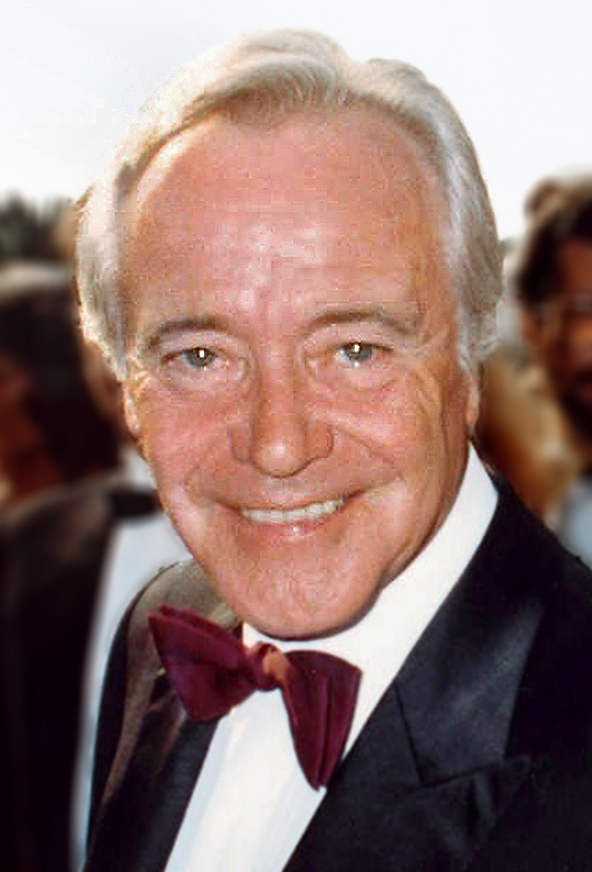
Jack Lemmon, Nam diễn viên xuất sắc nhất

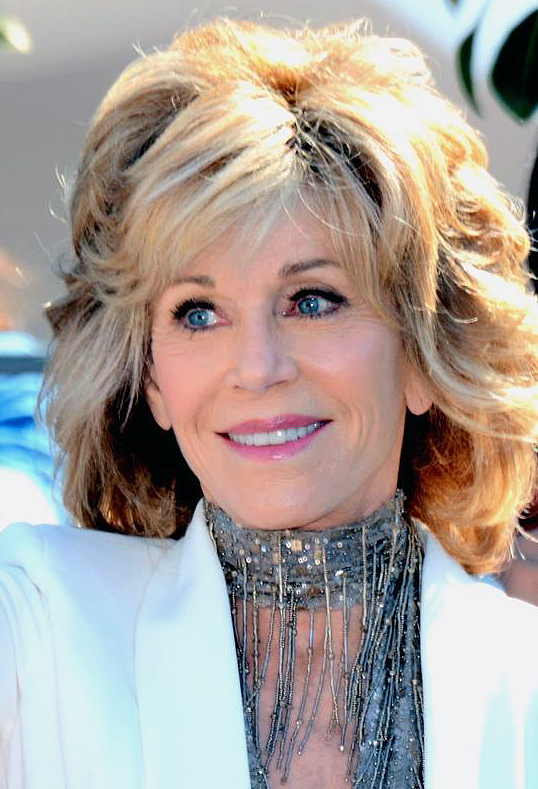
Jane Fonda, Nữ diễn viên xuất sắc nhất

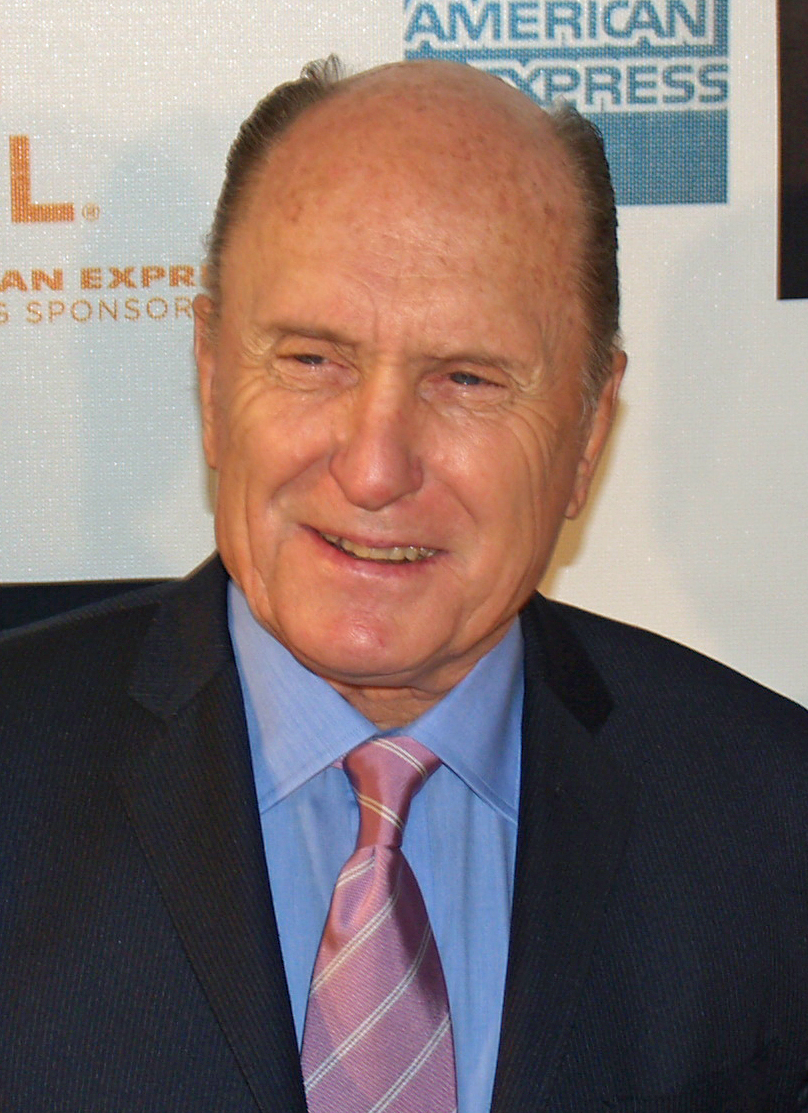
Robert Duvall, Nam diễn viên phụ xuất sắc nhất

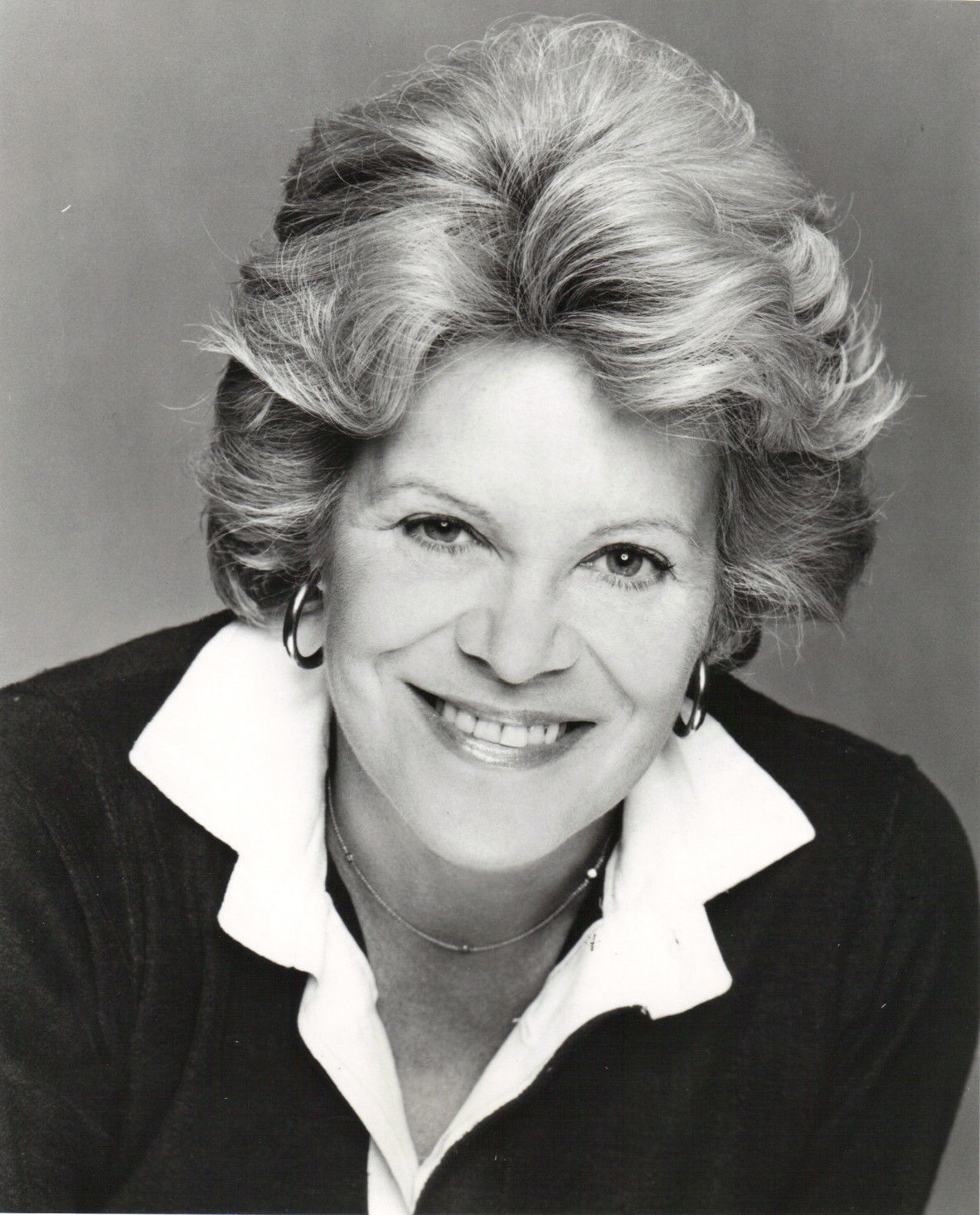
Rachel Roberts, Nữ diễn viên phụ xuất sắc nhất

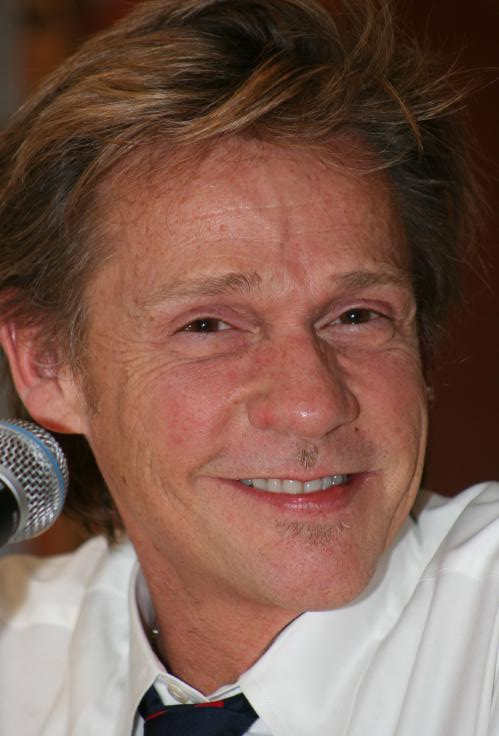
Dennis Christopher, Diễn viên mới xuất sắc nhất

- Giải đóng góp nổi bật cho điện ảnh Anh Quốc BAFTA: Children's Film Foundation

| Phim hay nhất Manhattan – Woody Allen - Apocalypse Now – Francis Ford Coppola - The China Syndrome – James Bridges - The Deer Hunter – Michael Cimino | Đạo diễn xuất sắc nhất Francis Ford Coppola – Apocalypse Now - John Schlesinger – Yanks - Michael Cimino – The Deer Hunter - Woody Allen – Manhattan                                                                            |
| Nam diễn viên chính xuất sắc nhất Jack Lemmon – The China Syndrome vai Jack Godell - Martin Sheen – Apocalypse Now vai Benjamin Willard - Robert De Niro – The Deer Hunter vai Michael Vronsky - Woody Allen – Manhattan vai Isaac Davis                        | Nữ diễn viên chính xuất sắc nhất Jane Fonda – The China Syndrome vai Kimberly Wells - Diane Keaton – Manhattan vai Mary Wilkie - Maggie Smith – California Suite vai Diana Barrie - Meryl Streep – The Deer Hunter vai Linda    |
| Nam diễn viên phụ xuất sắc nhất Robert Duvall – Apocalypse Now vai William Kilgore - Christopher Walken – The Deer Hunter vai Nikanor Chevotarevich - Denholm Elliott – Saint Jack vai William Leigh - John Hurt – Alien vai Kane                               | Nữ diễn viên phụ xuất sắc nhất Rachel Roberts – Yanks vai Clarrie Moreton - Lisa Eichhorn – The Europeans vai Gertrude - Mariel Hemingway – Manhattan vai Tracy - Meryl Streep – Manhattan vai Jill Davis                       |
| Kịch bản xuất sắc nhất Manhattan – Woody Allen và Marshall Brickman - The China Syndrome – Mike Gray, T. S. Cook và James Bridges - The Deer Hunter – Deric Washburn - Yanks – Colin Welland và Walter Bernstein                                                | Quay phim xuất sắc nhất The Deer Hunter – Vilmos Zsigmond - Apocalypse Now – Vittorio Storaro - Manhattan – Gordon Willis - Yanks – Dick Bush                                                                                   |
| Thiết kế phục trang xuất sắc nhất Yanks – Shirley Ann Russell - Agatha – Shirley Ann Russell - Alien – John Mollo - The Europeans – Judy Moorcroft | Dựng phim xuất sắc nhất The Deer Hunter – Peter Zinner - Alien – Terry Rawlings - Apocalypse Now – Richard Marks, Walter Murch, Gerald B. Greenberg và Lisa Fruchtman - Manhattan – Susan E. Morse                              |
| Nhạc phim hay nhất Days of Heaven – Ennio Morricone - Alien – Jerry Goldsmith - Apocalypse Now – Carmine Coppola và Francis Ford Coppola - Yanks – Richard Rodney Bennett                                                                                       | Thiết kế sản xuất xuất sắc nhất Alien – Michael Seymour - Apocalypse Now – Dean Tavoularis - The Europeans – Jeremiah Rusconi - Yanks – Brian Morris                                                                            |
| Âm thanh xuất sắc nhất Alien – Derrick Leather, Jim Shields và Bill Rowe - Apocalypse Now – Nat Boxer, Richard Cirincione và Walter Murch - The Deer Hunter – Darin Knight, Jim Klinger và Richard Portman - Manhattan – James Sabat, Dan Sable và Jack Higgins | Diễn viên mới xuất sắc nhất Dennis Christopher – Breaking Away vai Dave Stohler - Gary Busey – The Buddy Holly Story vai Buddy Holly - Ray Winstone – That Summer! vai Steve Brodie - Sigourney Weaver – Alien vai Ellen Ripley |
| Phim tài liệu hay nhất The Tree of Wooden Clogs – Ermanno Olmi | Phim ngắn hay nhất Butch Minds the Baby – Peter Webb - Dilemma – Clive Mitchell - Dream Doll – Bob Godfrey - Mr. Pascal – Alison de Vere                                                                                        |

## Thống kê
| Số lượng | Phim               |
| -------- | ------------------ |
| 10       | Manhattan          |
| 9        | Apocalypse Now     |
| 9        | The Deer Hunter    |
| 7        | Alien              |
| 7        | Yanks              |
| 4        | The China Syndrome |
| 3        | The Europeans      |

| Số lượng | Phim               |
| -------- | ------------------ |
| 2        | Alien              |
| 2        | Apocalypse Now     |
| 2        | The China Syndrome |
| 2        | The Deer Hunter    |
| 2        | Manhattan          |
| 2        | Yanks              |